# أيمن محيوس
أيمن محيوس مواليد 15 سبتمبر 1997 في الجزائر، هو لاعب كرة قدم جزائري يلعب مع اتحاد الجزائر كمهاجم.

## المسيرة الاحترافية

### أندية لعب لها
- شباب أوراس باتنة
- اتحاد الجزائر